# Oligomeris linifolia
Oligomeris linifolia là một loài thực vật có hoa trong họ Resedaceae. Loài này được (Vahl) J.F. Macbr. mô tả khoa học đầu tiên năm 1918.